# L'Énigme d'Hitler
 (avril 2015).
Si vous disposez d'ouvrages ou d'articles de référence ou si vous connaissez des sites web de qualité traitant du thème abordé ici, merci de compléter l'article en donnant les références utiles à sa vérifiabilité et en les liant à la section « Notes et références ».
L’Énigme d’Hitler est un tableau de Salvador Dalí. Peint avant la Seconde Guerre mondiale, entre 1937 et 1939, cette huile sur toile mesure 51,2 sur 79,3 cm. Elle est exposée au Musée national centre d'art Reina Sofía à Madrid.

## Interprétation
Dans ce tableau où les teintes sont sombres, lugubres et grises, le paysage de bord de mer est désolé et semble désert, à l'exception d'un groupe de personnes rassemblées au loin. Au premier plan, un combiné téléphonique suspendu à une branche surplombe une assiette blanche. Dans l'assiette : cinq haricots seulement et un fragment d'une photo d’Hitler qui montre la famine qui règne alors et donc la soumission au régime hitlérien, devenu par conséquent la seule issue. À droite, il y a une coquille d’huître vide comme pour représenter la création (du fait de la génération des perles), les chauves-souris représentent la terreur de la guerre qui approche (Seconde Guerre mondiale). La larme qui sort du téléphone est la représentation de la douleur, accentuant l’effet dramatique et la lourdeur du tableau. Elle représente les pleurs dus aux drames que va subir l’Europe. Le téléphone, quant à lui, a la particularité d’avoir la partie inférieure, celle où l’on parle, cassée comme pour représenter les soldats allemands qui n’ont plus la liberté de dire ce qu’ils pensent et qui sont obligés d’écouter et d’exécuter les ordres. Accroché au bout de la branche, il y a un parapluie derrière lequel se cache une femme, qui porte un mouchoir à la main, sans doute Gala, épouse et muse de Dalí, qu’il veut protéger…